# 亞丁戰役 (2018年)
亞丁戰役（又稱2018年也門政變）為一場南方過渡委員會和也門政府之間的戰爭，雙方在也門亞丁的政府總部爆發武裝衝突。

## 背景
1967年，也門民主人民共和國成立，定都亞丁，外界稱之為「南也門」，1990年北也門與南也門合併，卻導致南部分離分子不滿，分別在1994年和2009年至2015年期間兩度謀求獨立，但失敗告終。
2017年4月27日，亞丁首長艾德律·蘇派迪被總統阿卜杜拉布·曼苏尔·哈迪革職，因而在同年5月成立「南方過渡委員會」並擔任主席。
2017年12月26日，南方全國會議首次開會，會議由303人組成，其中每一名代表都是來自南部的每一個省份。
2018年1月21日，獲阿聯酋支持的過渡委員會和獲沙特支持的亞丁政府之間的關係急劇惡化，委員會要求哈迪開除整個內閣，包括涉貪的總理艾哈邁德·奧貝德·本·德赫，否則將會展開行動，在一星期內推翻哈迪政府。過渡委員會又宣布國家進入緊急狀態，直至對方答應通牒要求。亞丁政府因而決定禁止舉行遊行，但委員會仍然在1月28日發動反政府示威。

## 時間線

### 衝突開端
2018年1月28日，親哈迪政府的安全部隊與意圖進入亞丁的親過渡委員會示威者爆發槍戰，市內的歌麥石、曼蘇拉和達薩德都有受影響，而示威則在柯羅夫（al-Orouth）廣場舉行。據報，親過渡委員會的勢力佔領了數個政府部門的辦公室，包括哈迪政府的政府總部。

### 1月28日
過渡委員會控制亞丁的政府總部。
亞丁市內爆發嚴重衝突，政府其後下令軍隊返回基地。據目擊者所指，總理德赫在黃昏下令停火後，政府軍返回軍營。不過衝突在晚上重新爆發。

### 1月29日
昨日的短暫停火結束後，亞丁爆發新一輪衝突。
過渡委員會從达利省和舍卜沃省派遣增援部隊到亞丁作支援。當日的坦克和重型火砲衝突造成5名過渡委員會軍人和4名政府軍死亡。
準將阿卜杜拉·蘇柏儀（Abdullah al-Subaihi）帶領的總統衛隊在當日開始炮擊哈狄山（Mount Hadid），該處可以眺望少将艾德律·蘇派迪的安全帶部隊第1旅。
雙方在歌麥石部署坦克互相炮轟，亦在大樓天台派駐狙擊手。戰鬥其後轉移至崎潭區，當地學校因而連續第二日停課。

### 1月30日
過渡委員會在當日宣佈勝出亞丁戰役，宣稱已經全面控制亞丁。
過渡委員會包圍總統府，身處亞丁的哈迪政府閣員（包括總理）實際上都被軟禁，但委員會未有闖入總統府。其實當晚深夜時分，委員會已經控制亞丁附近的地區，總理因而準備逃亡至沙特阿拉伯，但以失敗告終。
亞丁淪陷後，慈善組織救助兒童會決定暫停人道救援工作。
當日較早時間，委員會攻克崎潭和戴樺歇。最後，委員會亦控制親哈迪部隊的最後一個據點——达利省。市民表示委員會在當日晚上之前佔領了亞丁市大部分地區。

### 1月31日
分離分子控制總理秘書辦公室，而雙方已經沒有再爆發武裝衝突。
哈迪政府和過渡委員會在戰後交換囚犯。

## 回應

### 國內
- 亞丁政府
  - 總統阿卜杜拉布·曼蘇爾·哈迪：政府軍與南部獨立份子在亞丁爆發嚴重衝突後，總統要求軍隊馬上停火[79]。1月30日，哈迪形容衝突「跟政變沒有什麼分別」[80][20]
  - 總理艾哈邁德·奧貝德·本·德赫：「現時發生在亞丁的政變是不合法並破壞國家的完整性」[81]，要求沙特政府提供軍事支援[10]
- 南方過渡委員會
  - 主席艾德律·蘇派迪（英语：Aidarus al-Zoubaidi）：宣布亞丁進入緊急狀態，「過渡委員會已經開展行動，推翻哈迪在南部的統治」[52]。1月22日，艾達祿·艾祖拜迪（英语：Aidarus al-Zoubaidi）指控哈迪－德赫政府的貪污情況猖獗[82]。1月30日，透過《法蘭西24》宣布過渡委員會軍隊與塔里克·薩利赫（英语：Tareq Saleh）全面合作，希望解放也門北部重要據點[83][84]
  - 副主席哈尼·炳·彼力（英语：Hani bin Braik）：將衝突歸咎於哈迪政府，並在推特發文表示「即使我們告知他們：示威是非暴力的，但他們仍然逼我們穿上軍服。不過，我們已經準備好[85]」

### 國際
- 法國：外交部對雙方衝突表達關注，並呼籲進行和談[86]。
- 沙烏地阿拉伯：沙特聯軍呼籲各方冷靜[87]。
- 什葉派人權監察組織（英语：Shia Rights Watch）：麥德法·亞克環（Mustafa Akhwand）宣稱是次衝突源於沙特和阿聯酋希望爭奪在也門接壤阿曼邊境發現的天然資源，包括金、銀、油[88]，又表示哈迪應該辭職以容許一個更溫和的候選人成為總統，並與胡塞合作重建國家。